# Dekov (Pleven)
Dekov (búlgaro: Деко̀в) es un pueblo de Bulgaria perteneciente al municipio de Bélene de la provincia de Pleven.
Se ubica en la periferia meridional de la capital municipal Bélene, sobre la carretera 52.
Se conoce su existencia desde 1622, cuando se menciona en documentos otomanos como un pueblo de unos cuatrocientos habitantes poblado mayoritariamente por búlgaros.

## Demografía
En 2011 tenía 502 habitantes, de los cuales el 64,34% eran étnicamente búlgaros.
En anteriores censos su población ha sido la siguiente:
| Gráfica de evolución demográfica de Dekov entre 1934 y 2011 |
|                                                             |